# Takakazu Seki
En aquest nom japonès, el cognom és Seki.
Takakazu Seki (japonès: 関孝和)  (Fujioka, 1642 - Edo, 5 de desembre de 1708) (Seki Takakazu, també conegut com Kōwa Seki (関 孝和, Seki Kōwa))
 va ser un matemàtic japonès, del període Edo.

Seki va establir les bases per al desenvolupament posterior de les matemàtiques japoneses, conegudes com wasan. Ha estat descrit com el Newton del Japó.
Va crear un nou sistema de notació algebraica i, motivat per càlculs astronòmics, va treballar en càlcul infinitesimal i equacions diofàntiques. Encara que era contemporani del matemàtic i filòsof polímata alemany Gottfried Leibniz i del físic i matemàtic polímata britànic Isaac Newton, el treball de Seki va ser independent. Els seus successors van desenvolupar més tard una escola dominant en matemàtiques japoneses fins al final del període Edo.
Tot i que no és clar quants dels èxits de wasan són de Seki, ja que molts d'ells només apareixen en escrits dels seus alumnes, alguns dels resultats són paral·lels o s'anticipen els descoberts a Europa. Per exemple, se li atribueix el descobriment dels nombres de Bernoulli.  Se li atribueix la resultant i el determinant (el primer el 1683, la versió completa no més tard del 1710).
Seki també va calcular el valor de pi correcte a la 10a posició decimal, després d'haver utilitzat el que ara s'anomena procés delta-quadrat d'Aitken, redescobert més tard per Alec Aitken.
Seki va ser influenciat pels llibres de matemàtiques japonesos com el Jinkōki.

## Biografia
Seki era fill d'un guerrer samurai, Nagaakira Uchiyama. Probablement va néixer entorn de 1640 a Fujioka (Gunma) o Edo (avui Tòquio). De molt nen havia sigut adoptat per una família de nobles anomenada Seki, dels qui va prendre el cognom.
Seki va ser un nen prodigi en les matemàtiques i aviat va començar a tenir nombrosos deixebles i a ser conegut com el savi aritmètic. Entre els seus deixebles cal mencionar Yoshisuke Matsunaga, que va descobrir les relacions bàsiques de recurrència entre les particions de {\displaystyle |n|}.
El 1678 va esdevenir auditor del Shōgun (el governant de facto del país) Tokugawa Tsunayoshi.
Després de la seva mort el 1708, els seus deixebles, en particular els germans Takebe, van mantenir en funcionament la seva escola de matemàtiques, que va continuar oberta fins al segle xix.

## Obra
Seki utilitzava per a les seves classes el Suanfa del xinès Yang Hui i un llibre d'Isomura Yoshinori. La major part dels seus escrits estan en xinès i no en japonès, a causa de la forta influència de Yang Hui en el seu ensenyament.
Només va publicar un llibre durant la seva vida: Hatubi sanpo (1674), però aquest llibre li va proporcionar una fama merescuda.
L'àlgebra és la part més original de l'obra de Seki, simplificant els càlculs, adoptant els sistemes numèrics xinesos i millorant el càlcul d'arrels quadrades.
Com a mostra de l'originalitat dels seus treballs cal dir que se li ha atribuït haver descobert els nombres de Bernoulli abans que el mateix Bernoulli i haver intuït el concepte de determinant d'una matriu abans que Leibniz.

## Arrels matemàtiques xineses
Les seves matemàtiques (i wasan en conjunt) es basaven en els coneixements matemàtics acumulats dels segles XIII al XV. El material d'aquests treballs consistia en àlgebra amb mètodes numèrics, interpolació polinòmica i les seves aplicacions, i equacions senceres indeterminades. El treball de Seki està més o menys basat i relacionat amb aquests mètodes coneguts.
Els algebristes xinesos van descobrir l'avaluació numèrica (el mètode de Horner, restablert per William George Horner al segle xix) de l'equació algebraica de grau arbitrari amb coeficients reals. Mitjançant l'ús del teorema de Pitàgores, van reduir els problemes geomètrics a àlgebra sistemàticament. El nombre d'incògnites en una equació era, però, força limitat. Van utilitzar anotacions d'una matriu de nombres per representar una fórmula; per exemple, {\displaystyle (a\ b\ c)} per {\displaystyle ax^{2}+bx+c}.
Més tard, van desenvolupar un mètode que utilitza matrius bidimensionals, que representen quatre variables com a màxim, però l'abast d'aquest mètode era limitat. En conseqüència, un objectiu de Seki i els seus matemàtics japonesos contemporanis va ser el desenvolupament d'equacions algebraiques multivariables generals i la teoria de l'eliminació.
En l'enfocament xinès de la interpolació polinòmica, la motivació era predir el moviment dels cossos celestes a partir de les dades observades. El mètode també es va aplicar per trobar diverses fórmules matemàtiques. Seki va aprendre aquesta tècnica, molt probablement, a través del seu examen atent dels calendaris xinesos.

### Competint amb els contemporanis

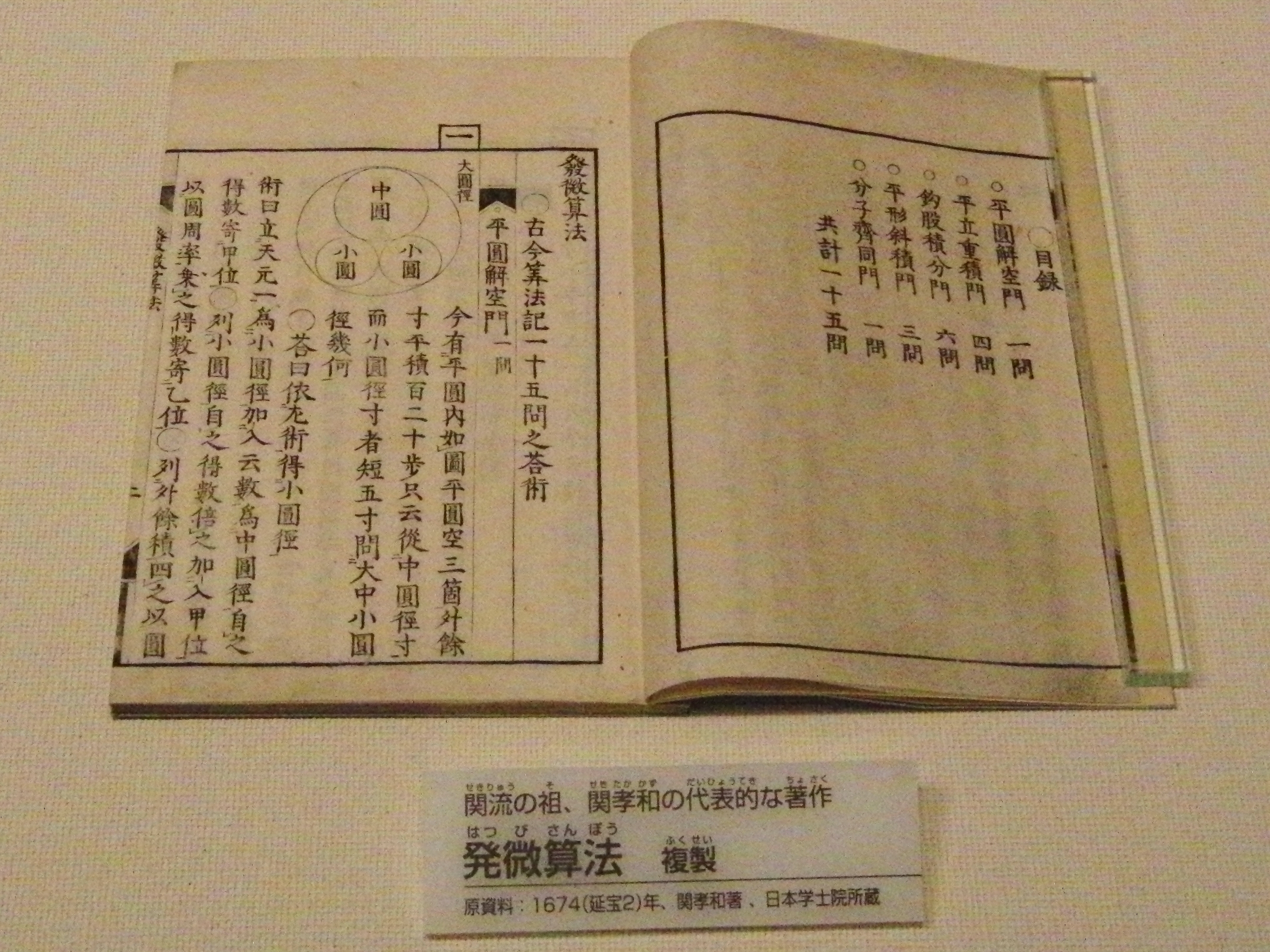
Rèplica d’Hatsubi Sanpō exposada al Museu Nacional de la Natura i la Ciència de Tòquio, Japó.

El 1671, Sawaguchi Kazuyuki (沢口一之), un alumne de Hashimoto Masakazu (橋本 正数) a Osaka, va publicar Kokon Sanpō Ki (古今算法記), en el qual va donar el primer relat complet de l'àlgebra xinesa al Japó. Ho va aplicar amb èxit als problemes suggerits pels seus contemporanis. Abans que ell, aquests problemes es resolien mitjançant mètodes aritmètics. Al final del llibre, va desafiar a altres matemàtics amb 15 problemes nous, que requereixen equacions algebraiques multivariables.
El 1674, Seki va publicar Hatsubi Sanpō (発微算法), donant solucions als 15 problemes. El mètode que va utilitzar s'anomena bōsho-hō. Va introduir l'ús de kanji per representar incògnites i variables en equacions. Encara que era possible representar equacions d'un grau arbitrari (va tractar el grau 1458) amb coeficients negatius, no hi havia símbols corresponents a parèntesis, igualtat o divisió. Per exemple, {\displaystyle ax+b} també podria significar {\displaystyle ax+b=0}. Més tard, el sistema va ser millorat per altres matemàtics, i al final es va fer tan expressiu com els desenvolupats a Europa.

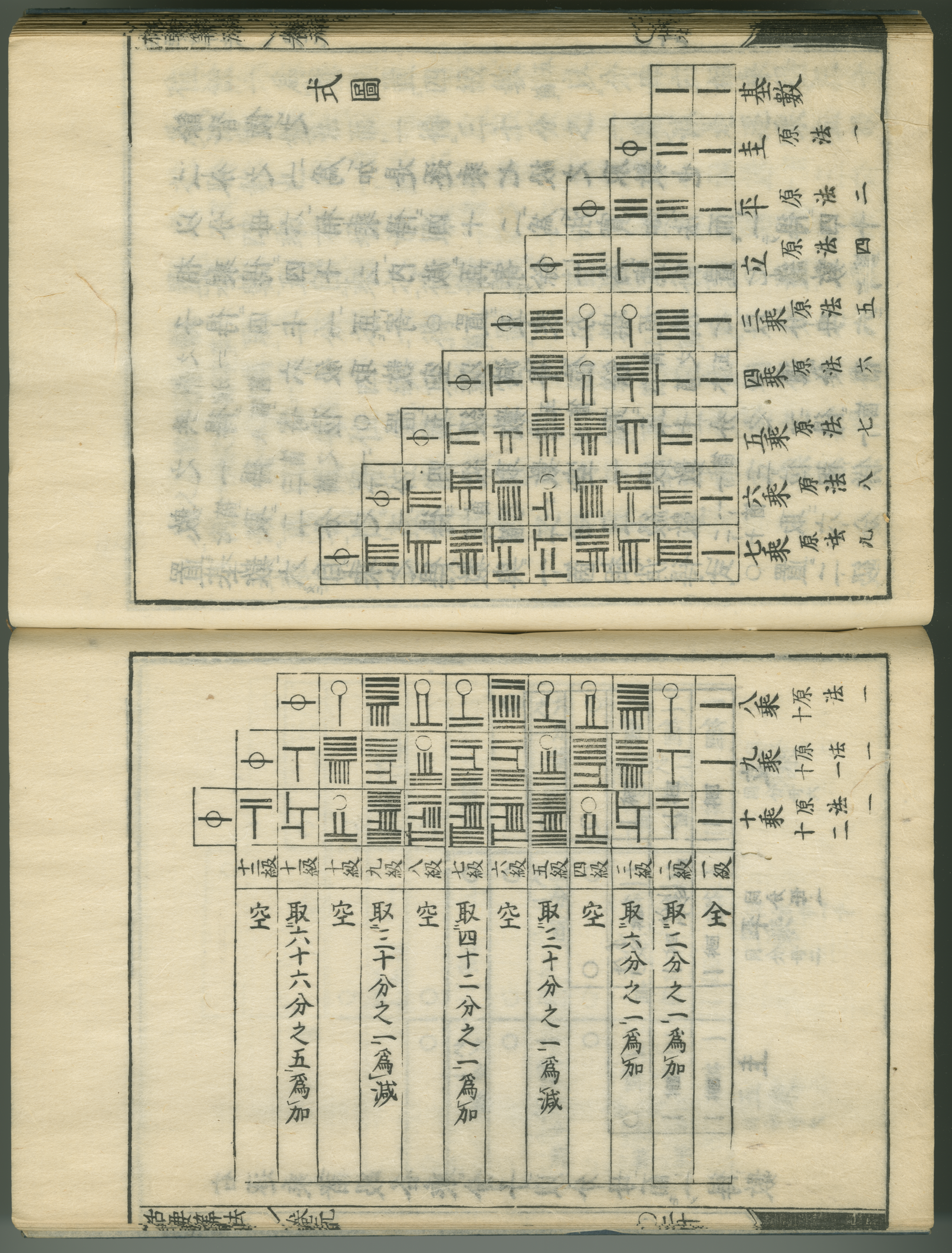
Una pàgina del Katsuyō Sanpō de Seki (1712), que tabula coeficients binomials i nombres de Bernoulli

En el seu llibre de 1674, però, Seki només va donar equacions d'una sola variable resultants de l'eliminació, però cap explicació del procés, ni del seu nou sistema de símbols algebraics. Hi va haver alguns errors a la primera edició. Un matemàtic de l'escola d'Hashimoto va criticar el treball, dient que només tres de cada 15 són correctes. El 1678, Tanaka Yoshizane (田中 由真), que era de l'escola de Hashimoto i estava actiu a Kyoto, va escriure Sanpō Meiki (算法明記), i va donar noves solucions als 15 problemes de Sawaguchi, utilitzant la seva versió de Seki'bra multivariable, similar a Alge. Per respondre a les crítiques, l'any 1685, Takebe Katahiro (建部 賢弘), un dels alumnes de Seki, va publicar Hatsubi Sanpō Genkai (発微算法諺解), notes sobre Hatsubi Sanpō, en les quals mostrava detalladament el procés d'eliminació algebraica.
L'efecte de la introducció del nou simbolisme no es va limitar a l'àlgebra. Amb ell, els matemàtics d'aquell moment van ser capaços d'expressar resultats matemàtics d'una manera més general i abstracta. Es van concentrar en l'estudi de l'eliminació de variables.

### Teoria de l'eliminació
El 1683, Seki va avançar amb la teoria de l'eliminació, basada en els resultats, al Kaifukudai no Hō (解伏題之法). Per expressar la resultant, va desenvolupar la noció de determinant. Si bé al seu manuscrit la fórmula per a matrius 5×5 és òbviament equivocada, sent sempre 0, en la seva publicació posterior, Taisei Sankei (大成算経), escrita el 1683-1710 amb Katahiro Takebe (建部 賢弘) i els seus germans, un correcte i apareix la fórmula general (la fórmula de Laplace per al determinant).
Tanaka va tenir la mateixa idea de manera independent. Una indicació va aparèixer al seu llibre de 1678: algunes de les equacions després de l'eliminació són les mateixes que resultants. A Sanpō Funkai (算法紛解) (1690?), va descriure explícitament la resultant i la va aplicar a diversos problemes. El 1690, Izeki Tomotoki (井関 知辰), un matemàtic actiu a Osaka però no a l'escola d'Hashimoto, va publicar Sanpō Hakki (算法発揮), en el qual donava la resultant i la fórmula de determinant de Laplace per al cas n × n. Les relacions entre aquestes obres no són clares. Seki va desenvolupar les seves matemàtiques en competició amb matemàtics a Osaka i Kyoto, al centre cultural del Japó.
En comparació amb les matemàtiques europees, el primer manuscrit de Seki va ser aviat com el primer comentari de Leibniz sobre el tema, que tractava matrius només fins al cas 3x3. El tema va ser oblidat a Occident fins que Gabriel Cramer el 1750 hi va ser portat per les mateixes motivacions. La teoria de l'eliminació equivalent a la forma wasan va ser redescoberta per Étienne Bézout el 1764. El Teorema de Laplace es va establir no abans del 1750.
Amb la teoria de l'eliminació a la mà, gran part dels problemes tractats en l'època de Seki es van fer solucionables en principi, donada la tradició xinesa de la geometria gairebé reduïda a l'àlgebra. A la pràctica, el mètode podria caure sota una gran complexitat computacional. No obstant això, aquesta teoria va tenir una influència significativa en la direcció del desenvolupament del wasan. Un cop completada l'eliminació, cal trobar numèricament les arrels reals d'una equació d'una sola variable. El mètode de Horner, tot i que molt conegut a la Xina, no es va transmetre al Japó en la seva forma final. Així que Seki va haver de resoldre-ho ell mateix de manera independent. De vegades se li atribueix el mètode de Horner, que no és històricament correcte. També va suggerir una millora del mètode de Horner: ometre termes d'ordre superior després d'algunes iteracions. Aquesta pràctica és la mateixa que la del mètode Newton-Raphson, però amb una perspectiva completament diferent. Ni ell ni els seus alumnes tenien, en sentit estricte, la idea de derivada.
Seki també va estudiar les propietats de les equacions algebraiques per ajudar en la solució numèrica. El més notable són les condicions per a l'existència d'arrels múltiples basades en el discriminant, que és la resultant d'un polinomi i la seva derivada: la seva definició de treball de derivada era el terme O(h) en f (x + h), que es va calcular pel teorema del binomi.
Va obtenir algunes avaluacions del nombre d'arrels reals d'una equació polinòmica.

### Càlcul de pi
Una altra de les aportacions de Seki va ser la rectificació del cercle, és a dir, el càlcul de pi; va obtenir un valor per a π que era correcte amb la 10a posició decimal, utilitzant el que ara s'anomena procés delta-quadrat d'Aitken, redescobert al segle XX per Alec Aitken.

## Llegat
L'asteroide 7483 Sekitakakazu porta el nom de Seki Takakazu.

## Obres seleccionades
En una visió general estadística derivada dels escrits de i sobre Seki Takakazu, OCLC / WorldCat inclou aproximadament més de 50 obres en més de 50 publicacions en tres idiomes i més de 100 fons de biblioteques.
- 1683 - Kenpu no Hō (驗符之法) OCLC 045626660

- 1712 - Katsuyō Sanpō (括要算法) OCLC 049703813

- Seki Takakazu Zenshū (關孝和全集) OCLC 006343391, obres recopilades

## Galeria

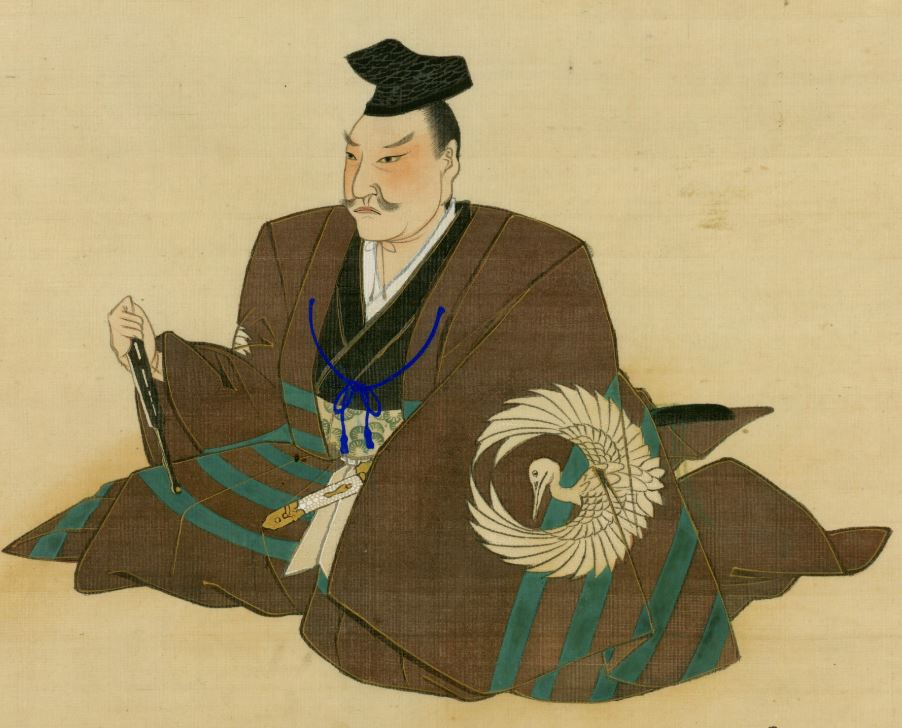
Seki en una pintura del segle XVII conservada a l'Acadèmia del Japó
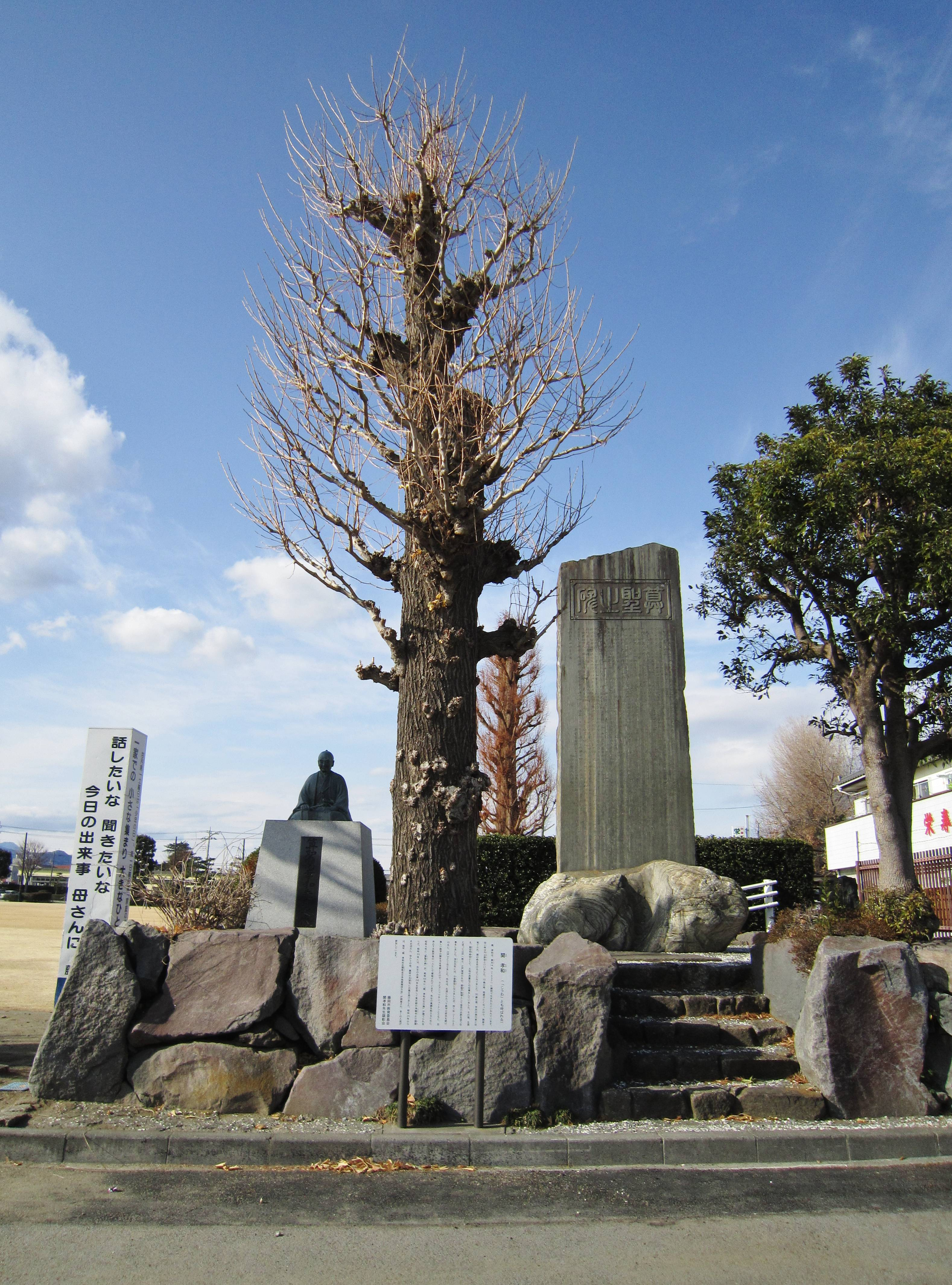
Memorial a Seki, amb estela i estàtua
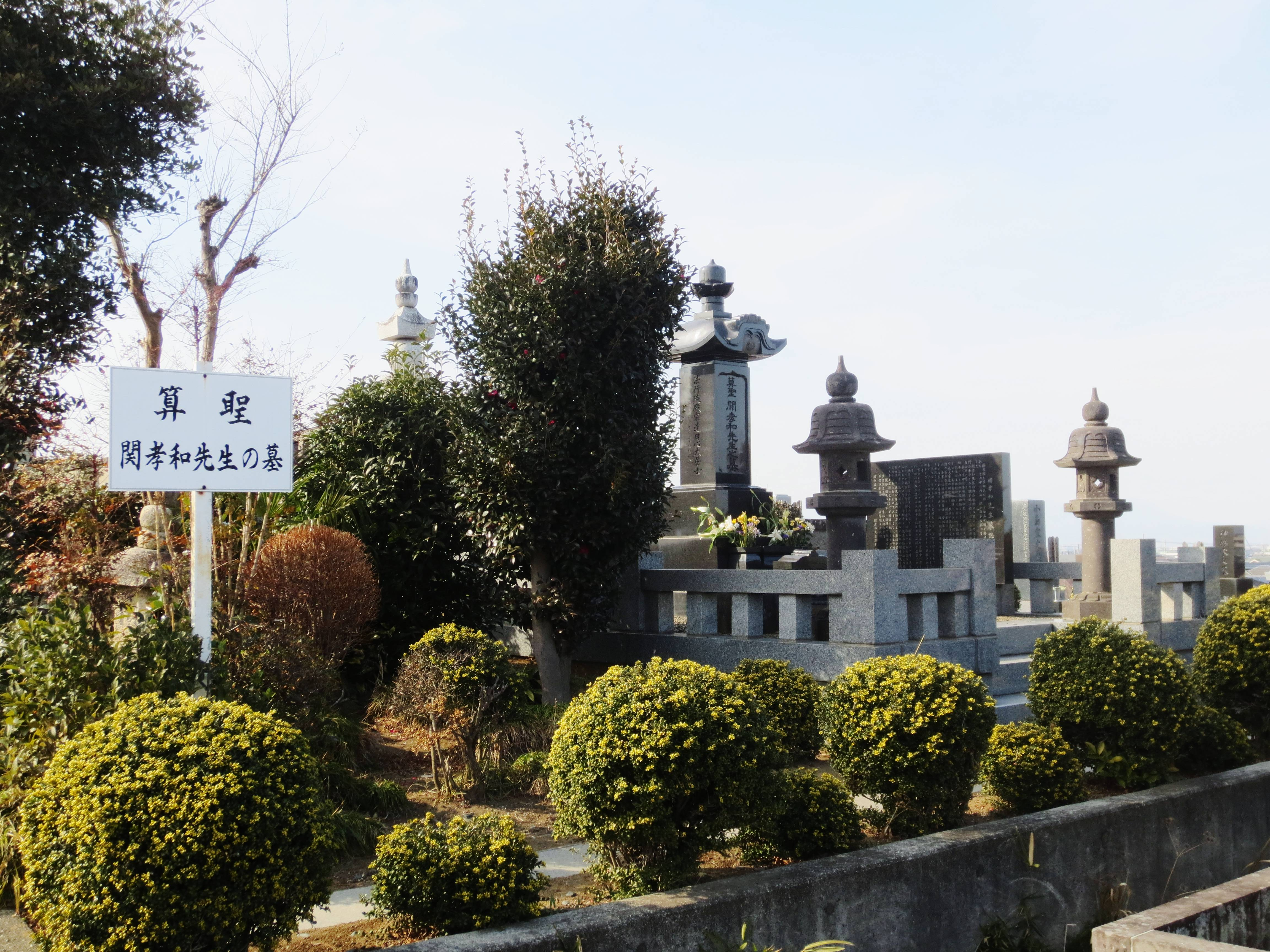
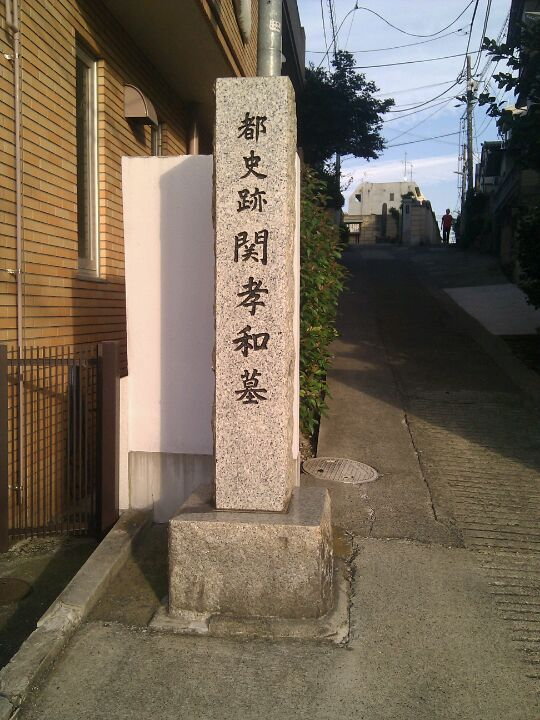
Làpida de Seki a l'exterior del temple Jyōrin-ji a Tòquio